# Zalaszántó
Zalaszántó község Zala vármegyében, a Keszthelyi járásban.

## Fekvése
Zalaszántó a Keszthelyi-fennsík közepén, a Tátika-csoportban, a Keszthely és Sümeg között húzódó 7327-es út mellett fekszik. A településről további utak futnak Rezi és Várvölgy felé (7342-es), valamint Vindornyalakon át Vindornyaszőlős irányába (73 164-es). A község Keszthelyről és Sümegről kiválóan megközelíthető autóbusszal, de Sopronnal, Győrrel, Kaposvárral és Péccsel is közvetlen összeköttetésben áll.
Zalaszántó két fontosabb vízfolyása a külterületének keleti részén húzódó Lapos-patak és a déli határszélén csörgedező Gyöngyös-patak vagy Nagy-Séd; a falu belterületén egy névtelen vízfolyás folyik keresztül.

## Története

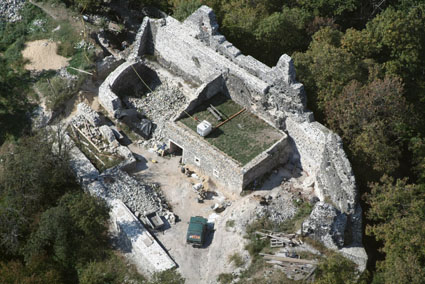
Tátika-vár

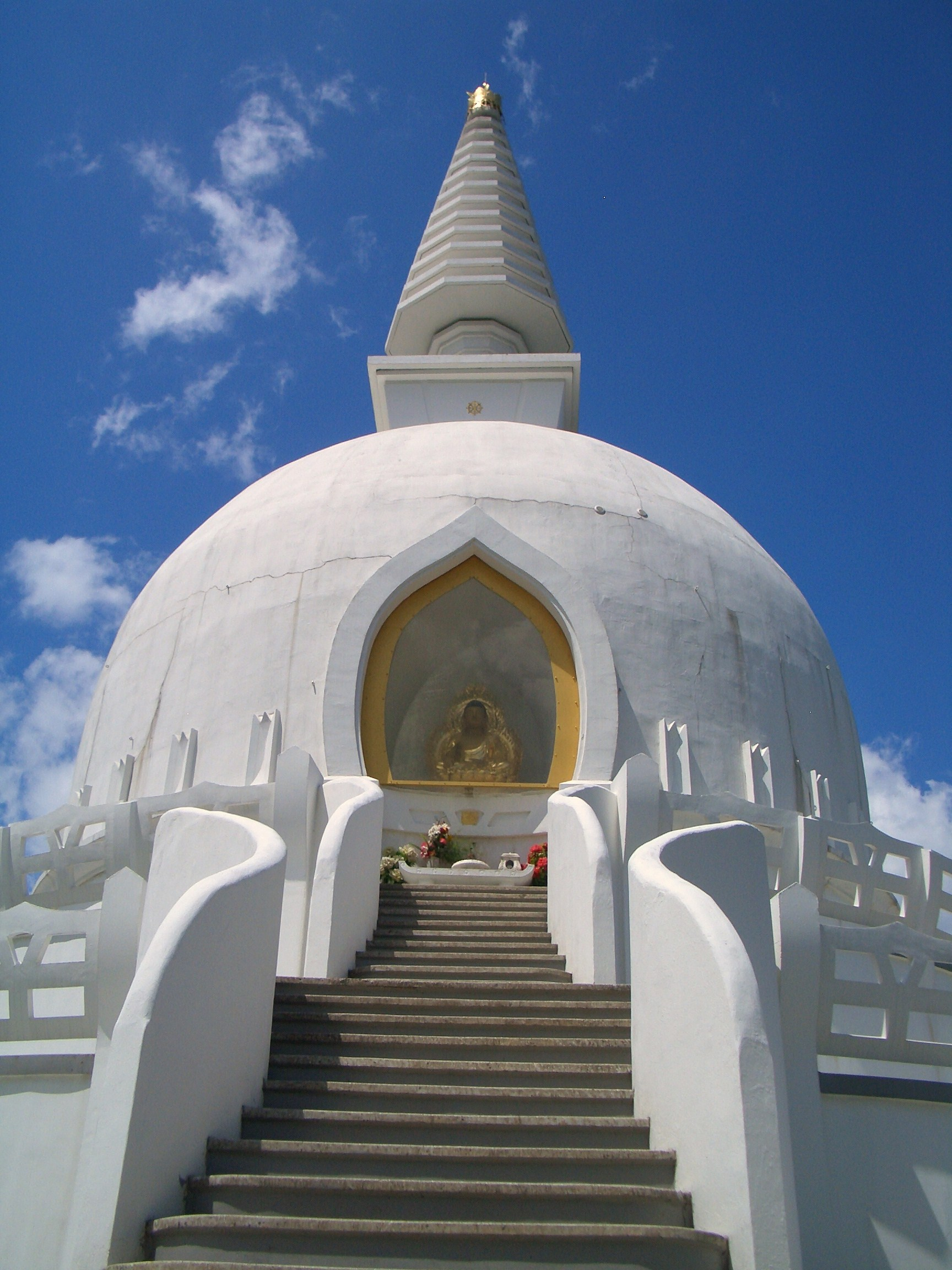
A zalaszántói sztúpa

Zalaszántó Árpád-kori település. A templom és a falu egyaránt ismert a 13. század eleje óta, mivel 1236-ban már írott okmányokban is szerepel. Szántó falut ekkor vásárolta meg a Kaplon nemzetségből való Zlaudus mester a fehérvári káptalan lektor-kanonokja a nemzetségből származó rokonától Andornak fia Jánostól. Az 1236-os oklevélben említik először az itt levő Szent Kozma és Damján tiszteletére emelt kápolnát (ennek eredetére és fennállására ma csak feltételezések vannak). A Vindornya patak melléki Ecsér település  birtokosaikkal folyó birtokvitára  utal az 1255-ös per. Közben azonban - a tatárjárás miatt kialakult zűrzavart kihasználva - a keleti szomszéd, Tátika fegyvereseivel elfoglalta és kifosztotta Szántót. A IV. Béla király ítéletével kárpótolt Zlaudus ekkor saját birtokai mellett megkapta Tátikát összes  birtokaival, mint Vátka, Pabar, Barnag, de birtokbavételükre csak Tátika halála után került sor. 1257-ben a király előtt tett beleegyezésük szerint a Zlaudus birtokokat haláluk után a veszprémi egyházmegye örökölte. Zlaudus halálát követő újabb birtokvitát ismét a király előtt rendezték, s az új birtokos, a Balog nemzetségű II. Pál püspök már nemcsak Tátika várát és birtokait jelenti, a birtok tovább növekedett, Nyirád, Deáki, Szőc, valamint a mai Zalaegerszeg elődjét jelentő középkori Egerszeg területének egy részével is. Szántó története ettől kezdődően Tátika várának történetével vált azonossá.
A törökök először 1555-ben támadták meg a települést. 1564-től pedig már a töröknek adózott, és több támadásnak esett áldozatul. Így a fejlődése hosszú időre megtorpant.
Az 1720-as években kezdett újabb lendületet venni Zalaszántó népesedése. Azonban mezővárosi jogait többet nem tudta érvényesíteni. Lakosai ugyanúgy adóztak, és robotot végeztek mint a környező falvak lakói. Az 1740-es években Festetics Kristóf a keszthelyi Festetics birtokhoz csatolta a települést. A 18. század végén a lakosság nagy része a mezőgazdaságból élt. Mindössze pár céhbe tömörült takács élt a településen mint iparos, ám az ő feladatukat is nagyban megnehezítette a keszthelyi konkurencia.
A 20. század elején Zala vármegye Keszthelyi járásához tartozott. 1910-ben 2370 lakosából 2266 magyar volt. Ebből 2326 római katolikus, 41 izraelita volt.
Zalaszántót 1942-től rendszeres autóbusz járatok kötik össze Keszthellyel. A villanyt 1950-ben vezették be a településre. A korai infrastrukturális fejlesztések ellenére a második világháború után a községet nagyban sújtotta az elvándorlás, amely a rosszul szervezett termelő szövetkezetének is köszönhető.
Az 1990-es években a település korábbi tisztán agrár profiljával szakítva a turizmusban talált fejlődési lehetőséget, és vetett véget a negatív népesedési változásoknak.
Zalaszántó egyetlen iskolája a Gersei Pethő Általános Iskola.

## Közélete

### Polgármesterei
- 1990–1994: Huszti Zoltán Ferenc (KDNP-MDF-SZDSZ-Honismereti Egyesület[4])[5]
- 1994–1998: Huszti Zoltán Ferenc (Fidesz-KDNP-MDF)[6]
- 1998–2002: Huszti Zoltán Ferenc (MDF-FKgP-Fidesz)[7]
- 2002–2006: Huszti Zoltán Ferenc (Fidesz-MDF-MKDSZ)[8]
- 2006–2010: Farkas Lajos (MIÉP)[9]
- 2010–2014: Farkas Lajos (MIÉP)[10][11]
- 2014–2019: Dézsi Attila Ferenc (független)[12]
- 2019–2024: Dézsi Attila Ferenc (független)[13]
- 2024– : Dézsi Attila Ferenc (független)[1]

A településen a 2010. október 3-án megtartott önkormányzati választás után, a polgármester-választás tekintetében nem lehetett eredményt hirdetni, mert az öt jelölt közül kettő, a Fidesz-KDNP színeiben induló Vajda Károly és a MIÉP-es Farkas Lajos egyaránt 171-171 érvényes szavazatot szerzett, ezáltal szavazategyenlőség alakult ki az első helyen. Az emiatt szükségessé vált időközi polgármester-választást 2010. december 12-én tartották meg, ezen már csak négy jelölt indult el, így Farkas Lajos az alacsonyabb részvételi arány dacára is növelni tudta támogatottságát, és a második helyezettet 35 szavazattal megelőzve elnyerte a polgármesteri tisztséget.

## Népesség
A település népességének változása:
| Lakosok száma | 965  | 952  | 949  | 909  | 905  | 889  | 906  |
|               | 2013 | 2014 | 2015 | 2021 | 2022 | 2023 | 2024 |

A 2011-es népszámlálás idején a nemzetiségi megoszlás a következő volt: magyar 89,3%, cigány 5,88%, német 3,65%. A lakosok 70,4%-a római katolikusnak, 1,54% reformátusnak, 0,62% evangélikusnak, 8,7% felekezeten kívülinek vallotta magát (16,9% nem nyilatkozott).
2022-ben a lakosság 89,2%-a vallotta magát magyarnak, 2,9% németnek, 0,8% cigánynak, 0,2% románnak, 0,1-0,1% szlovénnek, szerbnek, lengyelnek, ukránnak és szlováknak, 3,5% egyéb, nem hazai nemzetiségűnek (9,1% nem nyilatkozott; a kettős identitások miatt a végösszeg nagyobb lehet 100%-nál). Vallásuk szerint 53,4% volt római katolikus, 1,7% református, 0,8% görög katolikus, 0,2% evangélikus, 0,2% izraelita, 1,4% egyéb keresztény, 1% egyéb katolikus, 6,9% felekezeten kívüli (33,7% nem válaszolt).

## Neves személyek
- Itt született 1860-ban Csák Árpád régész, muzeológus, szerkesztő.

## Nevezetességei
- Római katolikus plébániatemplom - műemlék, melyet már 1236-ban említettek az oklevelekben. A község egyutcás, ennek térré szélesedő középső részén, kis magaslaton áll, vaskos, egytornyú, egyhajós épület. Kialakításában és megjelenésében különböző korok stílusjegyeit viseli. Alaprajzi kialakítása: egyhajós, aminek nyugati végén valamivel keskenyebb toronnyal, a keletin pedig a hajó szélességével egyező széles, sokszögzáródású szentélyt kapott, támpillérekkel merevítve Keskeny résablakai a keleti oldalon három romanizálók, nyugati oldalán részben mérműves, gótikus kialakításúak. részben négyzetes barokk ablaknyílásokként kialakítottak.  Kapuja gótikus, kőkeretes, szentélye is gótikus ívű, a sekrestye- ajtó faragott kőből készült keretezése reneszánsz stílusú. A templom belső tere a toronyaljból csúcsíves bejárattal nyílik. A hajó ajtaja után barokk kórusalj következik (Koppány T.) A hajó fiókos dongaboltozattal fedett. A szentélyt leválasztó diadalív (arcus triumphalis) alsó része még középkori, az áthidaló íve azonban a barokk kori újjáépítésből származó. A szentélyt eredetileg gótikus hálóboltozat fedhette, erre utalnak a faltörésekben levő csavartvonalú háromnegyedoszlopok. A szentély egységesen gótikus hatású, az alatta levő kriptát a padozatban elhelyezett kőlap jelzi.

- Kápolna
- Béke-sztúpa
- Tátika-vár – 13. századi várrom

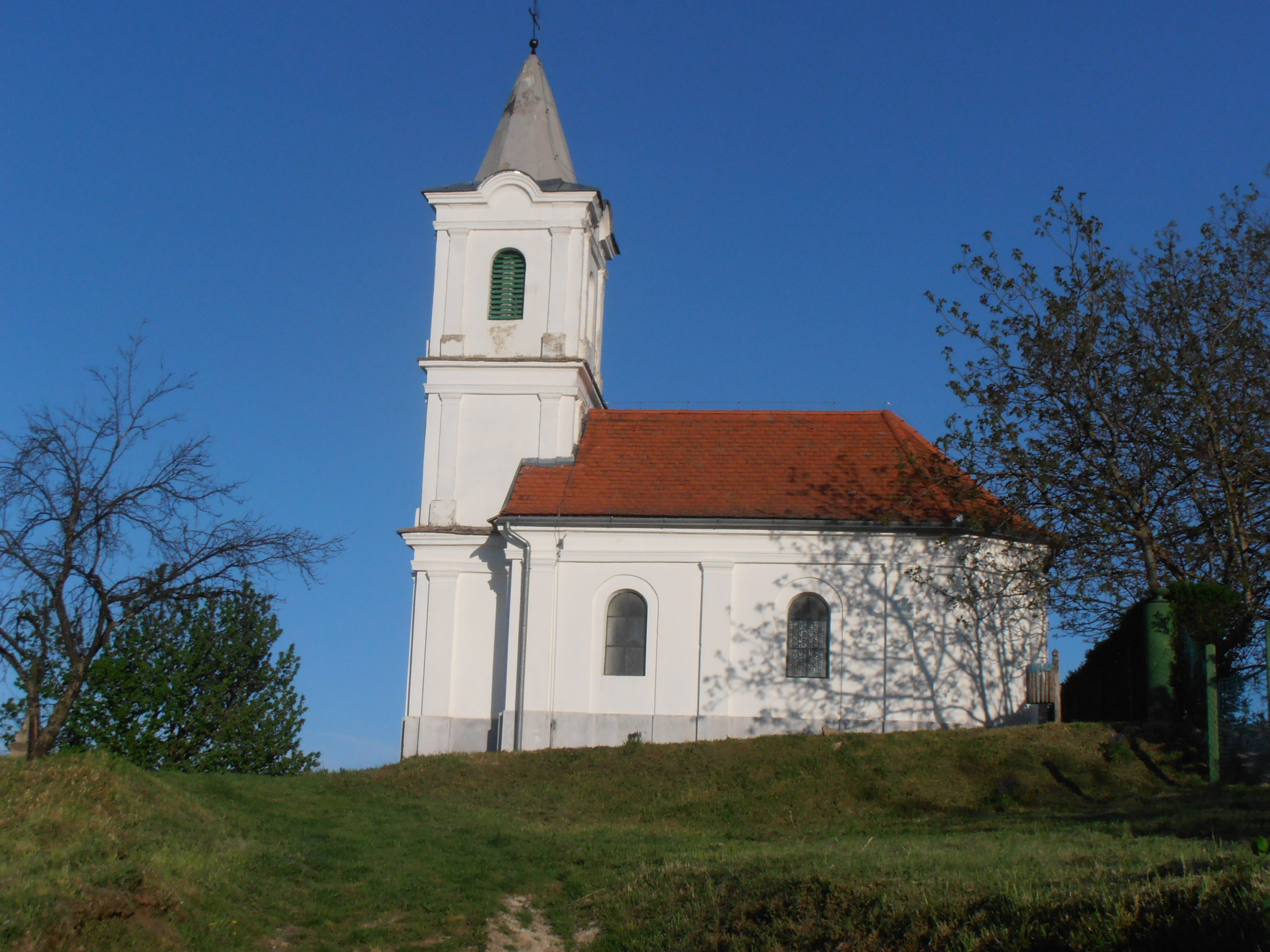
A szőlőhegyi Szt. Donát kápolna

- „Bazaltutca” (természetes bazaltfal)
- A településen áthalad az Országos Kéktúra.
- Gersei Pethő és Szent László szobrok - Túri Török Tibor munkái
- Kotsy-vízimalom[17]

## Oktatás
- Gersei Pethő Általános Iskola (igazgatója: Molnár Teréz)

## Külső hivatkozások
- Zalaszántó az utazom.com honlapján
- Zalaszántó a www.utikonyvem.hu oldalon
- Civil szervezet: ZalaSzántói Lokálpatrióta Egyesület
- Szántó/Zalaszántó hely,- és a Szekér família családtörténetének kutatása (Hozzáférés: 2017. szeptember 8.)